# Bruno Fuchs (football)
Bruno de Lara Fuchs, plus simplement appelé Bruno Fuchs, né le 1er avril 1999 à Ponta Grossa, est un footballeur brésilien qui évolue au poste de défenseur central au Sociedade Esportiva Palmeiras, en prêt de l'Atlético Mineiro.

## Biographie

### En club
Bruno Fuchs fait ses débuts avec le Sport Club Internacional le 28 juillet 2019, contre le Ceará SC, en étant titularisé au poste de défenseur central,.
Il rejoint le club russe du CSKA Moscou en août 2020.

### En sélection
Il représente le Brésil en équipe de jeunes aux éditions 2017 et 2019 du Tournoi de Toulon, remportant cette dernière édition,. 

## Palmarès

### En club
- Atlético Mineiro
  - Championnat du Minas Gerais
    - Champion : 2023, 2024.

### En sélection nationale

#### Brésil olympique
- Médaillé d'or aux Jeux olympiques en 2021

## Statistiques
| Saison                | Club                  | Championnat           | Championnat | Championnat | Championnat | Coupe(s) nationale(s) | Coupe(s) nationale(s) | Coupe(s) nationale(s) | Compétition(s) continentale(s) | Compétition(s) continentale(s) | Compétition(s) continentale(s) | Compétition(s) continentale(s) | Ligue régionale | Ligue régionale | Ligue régionale | Total | Total | Total |
| Saison                | Club                  | Division              | M.          | B.          | P.d.        | M.                    | B.                    | P.d.                  | Comp.                          | M.                             | B.                             | P.d.                           | M.              | B.              | P.d.            | M.    | B.    | P.d.  |
| 2019                  | SC Internacional      | Série A               | 10          | 0           | 0           | -                     | -                     | -                     | -                              | -                              | -                              | -                              | -               | -               | -               | 10    | 0     | 0     |
| 2020                  | SC Internacional      | Série A               | 2           | 0           | 0           | -                     | -                     | -                     | CL                             | 4                              | 0                              | 0                              | 6               | 0               | 0               | 12    | 0     | 0     |
| Sous-total            | Sous-total            | Sous-total            | 12          | 0           | 0           | -                     | -                     | -                     | -                              | 4                              | 0                              | 0                              | 6               | 0               | 0               | 22    | 0     | 0     |
| 2020-2021             | CSKA Moscou           | Premier Liga          | 1           | 0           | 0           | -                     | -                     | -                     | C3                             | -                              | -                              | -                              | -               | -               | -               | 1     | 0     | 0     |
| 2021-2022             | CSKA Moscou           | Premier Liga          | 7           | 0           | 0           | 3                     | 0                     | 0                     | -                              | -                              | -                              | -                              | -               | -               | -               | 10    | 0     | 0     |
| 2022-2023             | CSKA Moscou           | Premier Liga          | 4           | 0           | 0           | 4                     | 0                     | 0                     | -                              | -                              | -                              | -                              | -               | -               | -               | 8     | 0     | 0     |
| Sous-total            | Sous-total            | Sous-total            | 12          | 0           | 0           | 7                     | 0                     | 0                     | -                              | -                              | -                              | -                              | -               | -               | -               | 19    | 0     | 0     |
| Total sur la carrière | Total sur la carrière | Total sur la carrière | 24          | 0           | 0           | 7                     | 0                     | 0                     | -                              | 4                              | 0                              | 0                              | 6               | 0               | 0               | 41    | 0     | 0     |